# Bardenas Reales természetvédelmi terület

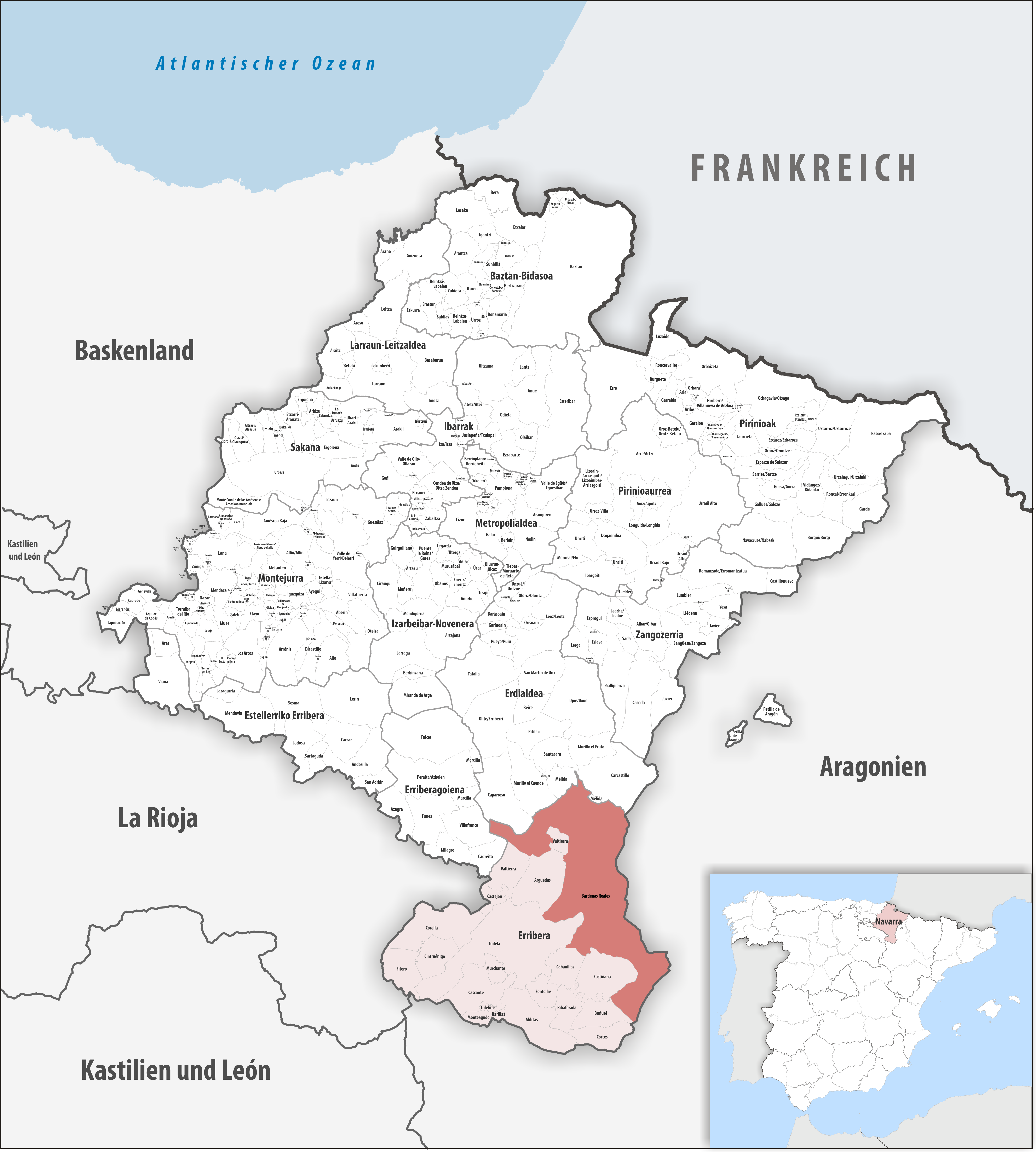
Kategória:Európa sivatagai

A Bardenas Reales természetvédelmi terület (natúrpark; Parque Natural de las Bardenas Reales, spanyolul: Bárdenas Reales) egy közel 420 km²-es, alapvetően eróziós formáiról nevezetes természetvédelmi terület Navarra délkeleti részén.

## Földrajzi helyzete
A natúrparkot Navarra délkeleti részén, az Aragónia autonóm közösség Zaragoza tartományában található Cinco Villas járás határán alakították ki az Ebro völgyének középső szakaszán, a Yugo-hegység lábánál.
Területén 16 település osztozik. Ezek közül 13 van Navarrában:
- Valtierra,
- Arguedas,
- Carcastillo,
- Santacara,
- Mélida,
- Rada (?),
- Caparroso,
- Villafranca,
- Cadreita,
- Tudela,
- Cabanillas,
- Fustiñana és
- Buñuel;

három pedig Zaragozában:
- Tauste,
- Ejea de los Caballeros és
- Sádaba.

Kiterjedése észak—dél irányban mintegy 45 km, kelet–nyugatnak 24 km; tengerszint fölötti magassága  280–659 m.

## Természeti földrajza, földtani felépítése
A területen üledékes kőzetek (főleg homokkő, agyag, kréta) rétegei települnek egymásra közel vízszintesen. A mállásnak többé, illetve kevésbé ellenálló képződmények eltérő lepusztulása a magasabb térszíneken tanúhegyeket alakított ki fennsík jellegű laposokkal, amelyek szintjeit meredek lejtők választják el egymástól.
Fő érdekességei a kopár felszín fiatal formái, amelyek alakításában az erózió mellett fokozott szerepet játszik a defláció.
Éghajlata félsivatagi.

### Kialakulása
Az Ibériai-félsziget litoszféra-lemeze mintegy 56 millió éve ütközött az Európai-lemeznek, és a kollíziós zónában felgyűrődtek a Pireneusok. Ettől a félsziget belsejében egy beltenger alakult ki; ebben rakódtak le a ma is látható üledékek. Mintegy 10 millió éve alakult ki a beltenger lefolyása a Földközi-tenger felé, és az így létrejött Ebro átvágta az üledéksort.

## Részei, érdekességei
A park három fő zónára tagolódik:
- leginkább a középső síkság (Bardena Blanca) sivatagi jellegű, sós mocsarakkal.[3] A fehér homok felszínén helyenként gipsz válik ki;
- a Plano egy tanúhegy tetején elterülő kis fennsík, amely mintegy 100 m-rel emelkedik a környék szintje fölé;
- a Bardena Negra (a terület délkeleti részén; leginkább itt van növényzet) nevét a környékre jellemző sötét talajokról kapta.[1]

### Élővilága
Élővilága inkább emlékeztet Észak-Afrika, mint az európai kontinens flórájára és faunájára.

## Története
39 274 hektáros magterületét 1986-ban nyilvánították természetvédelmi területté. A natúrpark besorolást 1999-ben kapta meg.
Az UNESCO 2000. november 7-én bioszféra-rezervátummá nyilvánította.

## Látogatása
A látogatók kijelölt útvonalakat gyalog, kerékpárral, autóval vagy dzsippel járhatják be.
A park tájékoztató központját Arguedastól 7 km-re,Finca de los Aguilaresben rendezték be. Itt egy diorámát, egy kisebb régészeti kiállítást és néhány kitömött madarat is megtekinthetünk.

## Érdekességek
Itt vették fel a Trónok harca televíziós sorozat számos jelenetét.

## Fordítás
- Ez a szócikk részben vagy egészben  a   Bardenas Reales című angol Wikipédia-szócikk ezen változatának fordításán alapul.  Az eredeti cikk szerkesztőit annak laptörténete sorolja fel. Ez a jelzés csupán a megfogalmazás eredetét és a szerzői jogokat jelzi, nem szolgál a cikkben szereplő információk forrásmegjelöléseként.